# Юная мисс США 2022
Юная Мисс США 2022 (англ. Miss Teen USA 2022) — 40-й национальный конкурс красоты для девушек подростков. Проводился 1 октября 2022 года в «Grand Sierra Resort» в городе Рино, штат Невада. Ведущими вечера стали Эль Смит и Кристиан Мёрфи. Первая победа штата Небраска в конкурсе красоты.

## Закулисье

### Локация

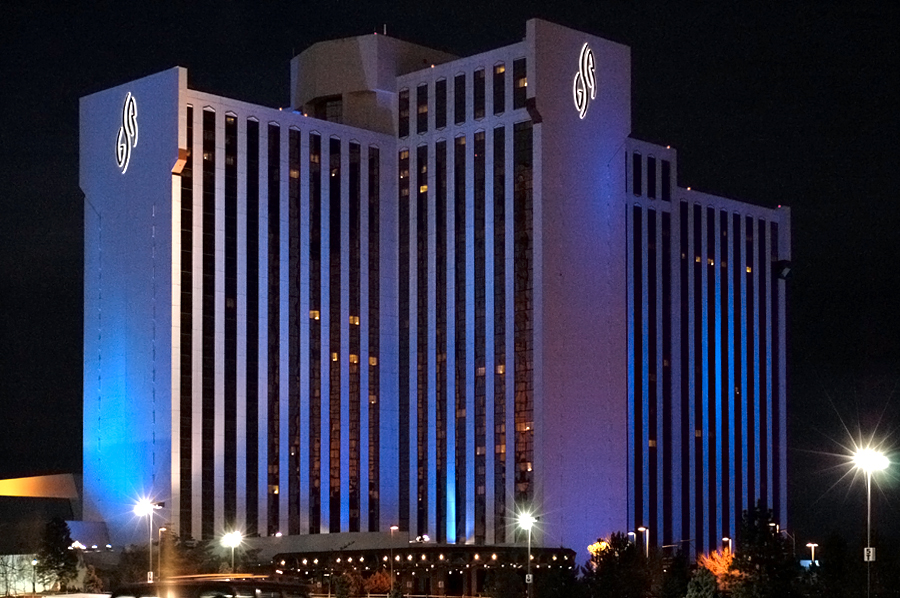
в Рино, место проведения конкурса красоты «Юная Мисс США 2022».

14 июля 2022 года было объявлено, что как и Мисс США 2022, данное мероприятие будет проведено в городе Рино, штат Невада с последующими тремя годами. Город принял во второй раз проведение конкурсов красоты. На следующий день Кристл Стюарт подтвердила, что конкурс будет проводиться 1 октября в Grand Sierra Resort и что место было выбрано в честь Чесли Крист, победительницы Мисс США 2019, которая совершила самоубийство в январе 2022 года.

### Выбор участниц
Пандемия COVID-19 повлияло на продолжительность между большинством отборочных конкурсов штатов в прошлом году, при этом обладательниц титулов от штатов в предыдущем году сократилось до восьми-одиннадцати месяцев, в зависимости от штата. Отбор участниц на национальный конкурс из 50 штатов и Округа Колумбия начались в сентябре 2021 и закончились в июле 2022 года. Первыми штатами, где проводился отбор, стали Айдахо и Монтана, они проводились в один день — 12 сентября 2021 года, а последним штатом стал Колорадо, где отбор прошёл 3 июля 2022 года.

## Результаты
| Итоговый результат | Участниц |
| ------------------ | --- |
| Юная мисс США 2022 | - Небраска – Фарон Медхи |
| 1st Runner-Up      | - Айдахо – Дженна Бекстром |
| 2-я Вице-мисс      | - Калифорния – Кэссиди Хилл |
| 3-я Вице-мисс      | - Мичиган – Изабелла Москеда |
| 4-я Вицемисс       | - Теннесси – МакКинли Фарезе |
| Топ 16             | - Аризона – МайяДениз Гаскин - Флорида – Алисса Хан - Джорджия – Кортни Яна Смит - Гавайи – Малулани Пейст - Айова – Мариса Матсон - Канзас – Грейси Хендриксон - Невада – Джейн Макинтош - Северная Каролина – Габриэла Ортега - Огайо – Кайлан Дарнелл § - Оклахома – Хейли Херст - Висконсин – Сейдж Ганделли |

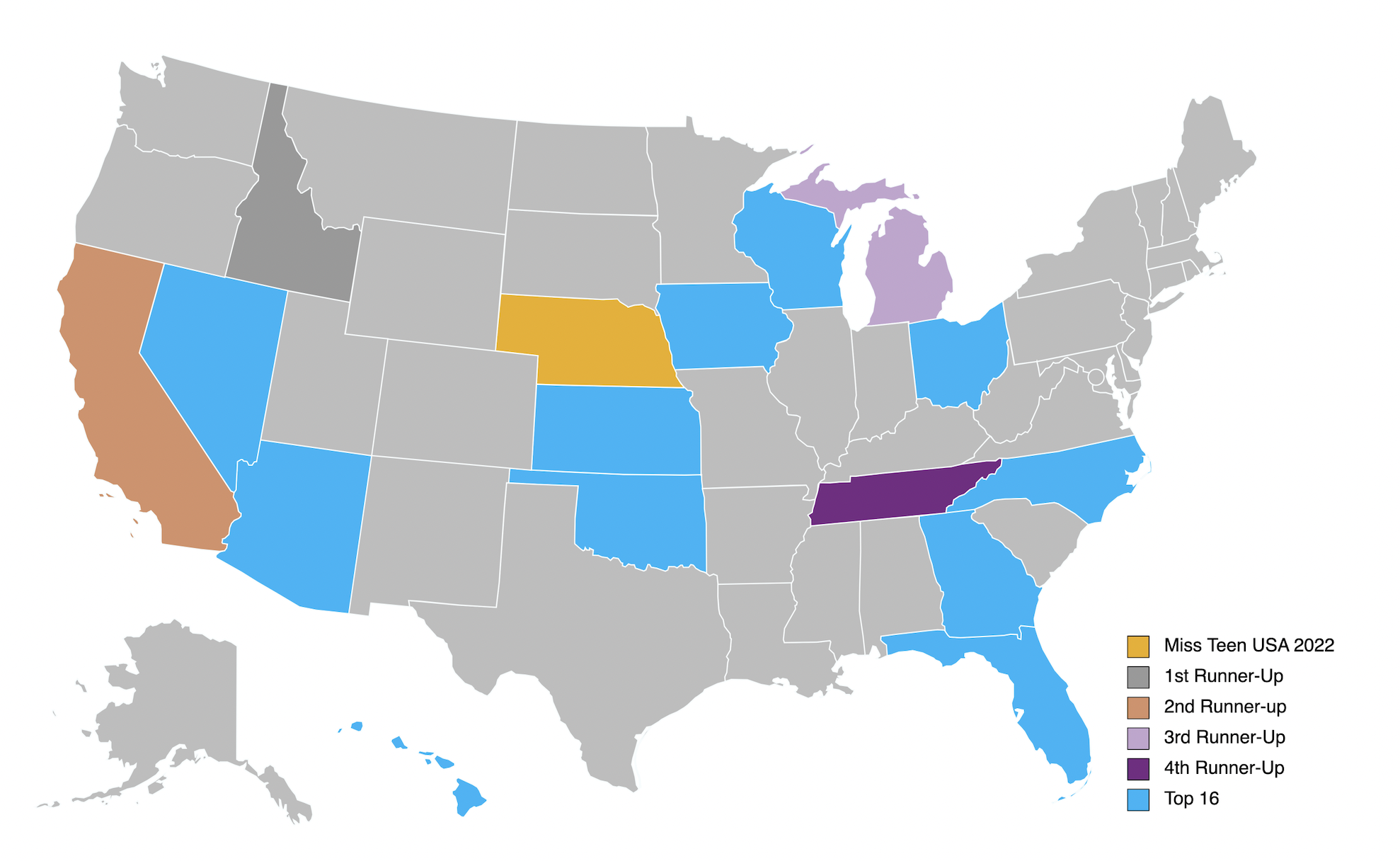
Результаты конкурса «Юная мисс США 2022».

§ – Вошел в Топ-16 по результатам онлайн-голосования.

### Специальные награды
| Award                | Award                | Участница                           | Прим.  |
| -------------------- | -------------------- | ----------------------------------- | ------ |
| Лучший костюм        | Победитель           | Оклахома – Хейли Херст              | [ 8 ]  |
| Лучший костюм        | Второе место         | Северная Каролина – Габриэла Ортега | [ 8 ]  |
| Лучший костюм        | Третье место         | Висконсин – Сейдж Ганделли          | [ 8 ]  |
| Мисс Конгениальность | Мисс Конгениальность | Невада – Джейн Макинтош             | [ 9 ]  |
| Мисс Фотогеничность  | Мисс Фотогеничность  | Северная Каролина – Габриэла Ортега | [ 10 ] |

## Конкурс

### Судьи
- Аллан Апонте – Пуэрто-риканский визажист[11]
- Кэйли Гэррис[англ.] — победительница «Юная мисс США 2019»[11]
- Боб Хартнагел – Американский консультант по связям с общественностью[11]
- Анита Крпата – Американская бизнесвумен и директор по коммерческим вопросам[англ.] (CCO) of SeneGence[англ.][11]
- Таня Мемми[англ.] – Канадский телеведущий и «Мисс Мира Канада 1993»[11]
- Кили Сью Сандерс — победительница «Юная мисс США 1995»[11]

## Участницы
Список участниц:
| Штат                       | Участницы                | Возраст | Родной город    | Место              | Примечания |
| -------------------------- | ------------------------ | ------- | --------------- | ------------------ | --- |
| Алабама                    | АннаЛи Стори             | 19      | Оберн           |                    | |
| Аляска                     | Мэдисон Хайнс            | 17      | Игл-Ривер       |                    | |
| Аризона                    | МайяДенис Гаскин         | 18      | Финикс          | Топ 16             | |
| Арканзас                   | Элли Шэнкс               | 17      | Спрингдейл      |                    | |
| Калифорния                 | Кэссиди Хилл             | 18      | Ньюпорт-Бич     | 2-я Вице-мисс      | |
| Колорадо                   | Хлоя Фишер               | 18      | Стерлинг        |                    | |
| Коннектикут                | Майя Кселлер             | 18      | Нью-Хейвен      |                    | |
| Делавэр                    | Эва Макмюррей            | 18      | Хокессин        |                    | |
| Вашингтон (округ Колумбия) | Азия Хикман              | 19      | Вашингтон       |                    | В прошлом «Miss New York's Outstanding Teen 2017» |
| Флорида                    | Алисса Хан               | 19      | Купер-Сити      | Топ 16             | |
| Джорджия                   | Кортни Яна Смит          | 16      | Атланта         | Топ 16             | |
| Гавайи                     | Малулани Паисте          | 19      | Милилани        | Топ 16             | |
| Айдахо                     | Дженна Бекстром          | 18      | Игл             | 1-я Вице-мисс      | |
| Иллинойс                   | Доун Паркс               | 19      | Чикаго          |                    | |
| Индиана                    | КК Коконаинг             | 18      | Хантертаун      |                    | |
| Айова                      | Мариса Матсон            | 17      | Де-Мойн         | Топ 16             | |
| Канзас                     | Грейси Хендриксон        | 17      | Ньютон          | Топ 16             | В прошлом «Miss Kansas' Outstanding Teen 2021» |
| Кентукки                   | Габриэлла Хембри         | 19      | Карролтон       |                    | |
| Луизиана                   | Эйнсли Росс              | 19      | Босье-Сити      |                    | |
| Мэн                        | Мэдиссон Хиггинс         | 16      | Бангор          |                    | |
| Мэриленд                   | Сония Кришан             | 19      | Уитон           |                    | |
| Массачусетс                | Джиллиан Дрисколл        | 18      | Линнфилд        |                    | Дочь Жаклин Дусетт Дрисколл, участница «Мисс Массачусетс 1996»                                                                                           |
| Мичиган                    | Изабелла Москеда         | 19      | Седар-Спрингс   | 3-я Вице-мисс      | |
| Миннесота                  | Эва Эрнст                | 17      | Норт-Окс        |                    | |
| Миссисипи                  | МакКензи Коул            | 16      | Виксберг        |                    | |
| Миссури                    | Шай Смит                 | 19      | Боливэр         |                    | В прошлом «Miss Missouri's Outstanding Teen 2019» |
| Монтана                    | Джулия Кунау             | 16      | Левистаун       |                    | |
| Небраска                   | Фарон Медхи              | 18      | Омаха           | Юная мисс США 2022 | |
| Невада                     | Джейн Макинтош           | 18      | Лас-Вегас       | Топ 16             | |
| Нью-Гэмпшир                | Грейс Парадайс           | 18      | Левистаун       |                    | |
| Нью-Джерси                 | Изабелла Галан           | 17      | Вайн            |                    | |
| Нью-Мексико                | Кэролайн Бэбкок          | 17      | Фармингтон      |                    | |
| Нью-Йорк                   | Махдия Чоудхури          | 17      | Нью-Йорк        |                    | |
| Северная Каролина          | Габриэла Ортега          | 17      | Кэри            | Топ 16             | |
| Северная Дакота            | Беркли Ландин            | 18      | Майнот          |                    | Двоюродная сестра Кейтлин Фогель, «Юная мисс Северная Дакота 2019» и «Мисс Северная Даотка 2021»                                                         |
| Огайо                      | Кайлан Дарнелл           | 18      | Франклин-Фернис | Топ 16             | |
| Оклахома                   | Хейли Херст              | 19      | Норман          | Топ 16             | |
| Орегон                     | Алайна МакКланен-Клемонс | 18      | Портленд        |                    | |
| Пенсильвания               | Александра Джонс         | 18      | Мононгегела     |                    | |
| Род-Айленд                 | Джулия Поттс             | 18      | Чарлстаун       |                    | |
| Южная Каролина             | Кэти Уорд                | 19      | Чарлстон        |                    | |
| Южная Дакота               | Белла Велкер             | 17      | Гаррисбург      |                    | |
| Теннесси                   | МакКинли Фарезе          | 18      | Джермантаун     | 4-я Вице-мисс      | |
| Техас                      | Шанель Уильямс           | 16      | Сан-Антонио     |                    | |
| Юта                        | Мейзи Эббот              | 19      | Плезант-Вью     |                    | |
| Вермонт                    | Кензи Голонка            | 17      | Монтпилиер      |                    | Сестра Келси Голонка, участница «Юная мисс Вермонт 2017» и участница «Мисс Вермонт 2022»                                                                 |
| Виргиния                   | Ханна Грау               | 17      | Фредериксберг   |                    | |
| Вашингтон                  | Кейт Диксон              | 18      | Саммамиш        |                    | Вскоре после коронации появилось видео, на котором Диксон говорит Н-слово, что вызвало споры. Организаторы конкурса позволили Диксон продолжить участие. |
| Западная Виргиния          | Эмма Китчен              | 18      | Вилльямстаун    |                    | |
| Висконсин                  | Сейдж Ганделли           | 15      | Мекуон          | Топ 16             | Сестра Шреи Ганделли, участница «Юная мисс Висконсин 2021»                                                                                               |
| Вайоминг                   | Нора Штайнке             | 17      | Ларами          |                    | Двоюродная сестра Эрин Шей Свонсон, участница «Юная мисс Небраска 2019»                                                                                  |

## Заметка
1. ↑  На момент участия в конкурсе